# Robson Bambu
Pour les articles homonymes, voir Bambu.
Robson Bambu, de son vrai nom Robson Alves de Barros, né le 12 novembre 1997 à São Vicente, est un footballeur brésilien qui évolue au poste de défenseur central au SC Braga.

## Biographie
Né à São Vicente dans l'état de São Paulo, Bambu a commencé à jouer au football chez les Santos dès l'âge de 7 ans.

### En club
Effectuant ses débuts avec Santos lors de la saison 2018, jouant en tout 13 matchs au sein de l'équipe première, il rejoint pour la saison suivante l'Athletico Paranaense.
Avec l'Athletico Paranaense, il remporte la Coupe du Brésil en 2019. Son équipe s'impose en finale face au SC Internacional.
Annoncé dans les petits papiers de plusieurs clubs français, tels que Lyon ou Lille, il rejoint finalement l'OGC Nice à l'été 2020, pour une somme estimée à 8 millions d'euros.
Prêté successivement aux Corinthians, à Vasco de Gama et au FC Arouca, l'OGC Nice annonce son transfert au SC Braga le 17 juin 2024.

### En sélection
Avec l'équipe des moins de 20 ans brésilienne, il participe au championnat sud-américain des moins de 20 ans en 2017. Lors de cette compétition organisée en Équateur, il joue deux matchs, contre le Paraguay (victoire 3-2) et la Colombie (défaite 1-0).
Il est ensuite sélectionné en décembre 2019 pour le tournoi pré-olympique sud-américain 2020, qui permettra à l'équipe brésilienne des moins de 23 ans de se qualifier pour les Jeux olympiques à venir.

## Palmarès
| Brésil olympique - Tournoi de qualification pour les JO de Tokyo - Vice-champion en 2020 |
| CA Paranaense - Coupe du Brésil - Vainqueur en 2019                                      |

## Statistiques
| Saison                | Club                    | Championnat           | Championnat | Championnat | Championnat | Coupe(s) nationale(s) | Coupe(s) nationale(s) | Coupe(s) nationale(s) | Compétition(s) continentale(s) | Compétition(s) continentale(s) | Compétition(s) continentale(s) | Compétition(s) continentale(s) | Ligue régionale | Ligue régionale | Ligue régionale | Total | Total | Total |
| Saison                | Club                    | Division              | M.          | B.          | P.d.        | M.                    | B.                    | P.d.                  | Comp.                          | M.                             | B.                             | P.d.                           | M.              | B.              | P.d.            | M.    | B.    | P.d.  |
| 2018                  | Santos FC               | Série A               | 9           | 0           | 0           | -                     | -                     | -                     | CL                             | 1                              | 0                              | 0                              | 3               | 0               | 0               | 13    | 0     | 0     |
| Sous-total            | Sous-total              | Sous-total            | 9           | 0           | 0           | -                     | -                     | -                     | -                              | 1                              | 0                              | 0                              | 3               | 0               | 0               | 13    | 0     | 0     |
| 2019                  | Atlético Paranaense     | Série A               | 8           | 0           | 0           | 5                     | 0                     | 0                     | CL                             | 1                              | 0                              | 0                              | 7               | 0               | 0               | 21    | 0     | 0     |
| 2020                  | Atlético Paranaense     | Série A               | -           | -           | -           | -                     | -                     | -                     | CL                             | 2                              | 0                              | 0                              | 1               | 0               | 0               | 3     | 0     | 0     |
| Sous-total            | Sous-total              | Sous-total            | 8           | 0           | 0           | 5                     | 0                     | 0                     | -                              | 3                              | 0                              | 0                              | 8               | 0               | 0               | 24    | 0     | 0     |
| 2020-2021             | OGC Nice                | Ligue 1               | 15          | 0           | 0           | 2                     | 0                     | 0                     | C3                             | 6                              | 0                              | 0                              | -               | -               | -               | 23    | 0     | 0     |
| 2021-2022             | OGC Nice                | Ligue 1               | -           | -           | -           | -                     | -                     | -                     | -                              | -                              | -                              | -                              | -               | -               | -               | 0     | 0     | 0     |
| 2021-2022             | OGC Nice                | Ligue 1               | -           | -           | -           | 1                     | 0                     | 0                     | -                              | -                              | -                              | -                              | -               | -               | -               | 1     | 0     | 0     |
| 2022                  | SC Corinthians (prêt)   | Série A               | 7           | 0           | 0           | 1                     | 0                     | 0                     | CL                             | 2                              | 0                              | 0                              | 2               | 0               | 0               | 12    | 0     | 0     |
| 2023                  | CR Vasco da Gama (prêt) | Série A               | 9           | 0           | 0           | -                     | -                     | -                     | -                              | -                              | -                              | -                              | 3               | 0               | 0               | 12    | 0     | 0     |
| Total sur la carrière | Total sur la carrière   | Total sur la carrière | 57          | 8           | 6           | 10                    | 1                     | 0                     | -                              | 18                             | 4                              | 1                              | 24              | 4               | 1               | 109   | 17    | 8     |